# Hajduk
Hajduk je vrsta neregularnega vojaka pehote, ki jo najdemo v Srednji Evropi in delih Jugovzhodne Evrope od začetka 17. do sredine 19. stoletja. Imajo sloves od razbojnikov do borcev za svobodo odvisno od časa, kraja in sovražnikov.
V evropskih deželah Otomanskega cesarstva, je bil izraz hajduk uporabljen za opis banditov in razbojnikov na Balkanu, vendar pa so v Srednji Evropi Zahodni Slovani, Madžari, Romuni ter Nemci uporabljali ta izraz za poimenovanje izobčencev, ki so ščitili kristjane pred provokativnimi dejanji Otomanov. V 17. stoletju so bili stalno prisotni na Osmanskem Balkanu, zaradi povečanih davkov, krščanske zmage proti Turkom in zaradi splošnega upada varnosti. Hajduške bande so v glavnem štele po sto mož, s trdno hierarhijo pod enim voditeljem. Usmerjale so se na Otomanske predstavnike in bogate ljudi, predvsem bogate Turke, z namenom plenjenja ali kaznovanja represivnih Turkov, ali maščevanje ali kombinacijo vsega tega.
V balkanski folklorni tradiciji je hajduk (ali hajduci v množini) romantičen junak, ki krade in vodi svoje borce v boj proti Otomanski ali Habsburški oblasti. Primerljivi so z angleškim legendarnim Robin Hoodom in njegovimi veselimi možmi, ki so kradli bogatim (ki so, kot v primeru hajdukov, bili tudi tuji okupatorji) in dajali revnim, medtem ko so tudi kljubovali domnevno nepravičnim zakonom in oblasti.
Haduki 17., 18. in 19. stoletja so bili običajno toliko gverilci proti otomanski vladavini, kot so bili razbojniki in cestni roparji ki niso prežali le na Otomane in njihove lokalne predstavnike, ampak tudi na lokalne trgovce in popotnike. Zato se lahko izraz nanaša tudi na vsakega roparja in ima negativen pomen.

## Etimologija
Etimologija besede hajduk ni jasna. Ena teorija je, da je bil izraz hajduk izpeljan iz turške besede haidut ali haydut bandit, ki so ga prvotno uporabljal Otomani, nanaša pa se na ogrske ter poljsko-litovske pehotne vojake. Druga teorija meni, da beseda prihaja iz madžarske hajtó ali hajdó (množina hajtók ali hajdók) 'gonič (goveda)'. Ti dve teoriji si ne nasprotujeta, ker balkanska beseda izhaja iz turške besede haiduk ali hayduk 'bandit'.

Druga črkovanja vključujejo ajduk, haydut, haiduk, haiduc, hayduck, in hayduk.
Oblike besed v različnih jezikih v ednini:
- hajdut, albansko; z običajnim pomenom "tat"
- hayduk (հայդուկ), armensko; navadno kot moško osebno ime, ki pomeni "armenski borec za svobodo".
- hajduk, bosansko
- haydut (хайдут), haydutin (хайдутин) ali hayduk (хайдук), po bolgarsko
- hajduk, po hrvaško
- haidouk, haiduque, po francosko
- aiducco, v italijanščini
- hajdú, po madžarsko
- ajduk (ајдук), ajdutin (ајдутин), v makedonščini
- hajduk, po poljsko
- Hajduk, v romskem jeziku
- haiduc, v romunščini
- hajduk (хајдук), v srbskem jeziku
- hajdúch v slovaščini
- hejduk, v švedskem jeziku
- haydut, v turškem jeziku; v običajnem pomenu "bandit"
- hejduk, v kurdskem jeziku
- gajduk (гайдук), v ruščini
- haidamaka (гайдамака), v ukrajinščini
- haydamak (הײַדאַמאַק), v jidiš

## Neregularna vojska

### Kraljevina Ogrska
Leta 1604–1606 je  Štefan Bočkaj, gospodar Biharja vodil vstajo proti Habsbuškemu cesarju, z vojsk, ki je pred tem zasedla Transilvanijo in začela vladavino terorja. Bočkajeva vojska je bila sestavljena iz tlačanov, ki so bodisi pobegnili iz vojne in izpod habsburškega pritiska proti katoliškem spreobračanju, ali pa so bili odpuščeni iz cesarske vojske. To so bili kmetje, svobodni ali nevezani vojaki, znani kot hajduk(i). Kot nagrado za njihovo služenje je Bočkaj odrešil svoje hajduke izpod podložnosti njihovim prejšnjim gospodarjem, jim dodelil v last zemljišča in jim zagotovil pravice do premoženja in osebne svobode. Osvobojeni hajduk je ustvaril novo "bojevniško posestvo" v madžarski fevdalni družbi. Mnoge naselbine, ki so bile ustvarjene v tem času, še vedno nosijo predpono Hajdú kot je Hajdúbagos, Hajdúböszörmény, Hajdúdorog, Hajdúhadház, Hajdúnás, Hajdúsámson, Hajdúszoboszló, Hajdúszovát, Hajdúvid itd. in celotno območje se imenuje Hajdúság (Dežela Hajdukov) (glej okrožje Hajdú).

### Poljsko-Litovska Skupnost
Beseda hajduk je bila na začetku pogovorni izraz za stil pehotnega vojaka, madžarskega ali turško-balkanskega porekla, ki je postal hrbtenica poljske pehotne vojske od leta 1570 do leta 1630. Nenavadno za to obdobje so  poljsko-litovski hajduki nosili uniforme iz značilne sivo-modre volnene tkanine, z rdečim ovratnikom in manšetami. Njihovo glavno orožje je bilo strelno orožje majhnega kalibra, znano kot arquebus. Za boj od blizu so nosili tudi veliko različnih sabelj ki so bile sposobne odsekati glave sovražniku, kopja ter polime. V nasprotju s splošnim mnenjem, majhna sekira, ki so jo pogosto nosili za pasom (ne sme se je zamenjati z veliko polmesecjo v obliki polmeseca berdysz sekira, ki so jo redko nosili hajduki), ni bila bojno orožje, ampak je bila namenjena rezanju lesa.
V sredini 17. stoletja je pehota hajduškega stila  v veliki meri prišla iz mode na Poljskem in v Litvi, in bila nadomeščena z mušketno oboroženo pehoto zahodnega stila. Vendar so vojaški voditelji ali hetmani v Poljsko-Litovski Skupnosti še naprej vzdrževali svoje lastne osebne stražarje/varnostnike iz vrst hajdukov še daleč v 18. stoletje, kot nekaj, kar je ostanek preteklosti, čeprav so jih takrat že redko uporabljali kot vojake na bojnem polju. V imitaciji teh telesnih stražarjev, so v 18. stoletju bogati plemiči/šlahta najemali  služabnike za telesno stražo, ki so jih klicali hajduk, s čimer so ustvarili pomen izraza hajduk, kot se običajno razume v sodobni poljščini.

### Srbska Milica (1718-39)
Srbi so ustanovili hajduško vojsko, ki je podpirala Avstrijce. Vojska je bila razdeljena v 18 čet, in v štiri skupine. V tem času so bili najbolj ugledni nad-kapetani Vuk Isaković iz Črne Bare, Mlatišuma iz Kragujevca ter Kosta Dimitrijević iz Paraćina.

## Poznani hajduki

### Albanski
- Çerçiz Topulli (1889-1915), pomembna oseba med Albanskim nacionalnim prebujanjem in albanski narodni heroj.

### Bolgarski
- Deljo (konec 17. in v začetku 18. stoletja)
- Čavdar Vojvoda (16. stoletje)
- Indže Vojvoda (C. 1755-1821)
- Iljo Vojvoda (1805 (?) - 1898)
- Angel Vojvoda (1812-c. 1864)
- Stotnik Petko Voyvoda (1844-1900)
- Panajot Hitov (1830-1918)
- Filip Totju (1830-1907)
- Hadži Dimitar (1840-1868)
- Stefan Karadža (1840-1868)
- Rumena Voyvoda (1829-1862 ali 1895)

### Romunski
- Iancu Jianu (1787-1842), hajduk v Olteniji, udeleženec Vlaške vstaje
- Radu Șapcă (Popa Șapcă, fl. 1848-64), pop in hajduk v Olteniji, udeleženec v Revoluciji leta 1848 v Vlaški
- Pintea pogumni (Pintea Viteazul, u. 1703), upornik na območju Maramureșa.
- Șaptecai (Anghel Panait)
- Andrii Popa (1790-1818)

### Grški
- Odisej Androutsos (1788-1825)
- Markos Botsaris (1788-1823)
- Athanasios Diakos (1788-1821)
- Geórgios Karaskákis (1782-1827)
- Antonis Katsantonis (C. 1775-1808)
- Theodoros Kolokotronis (1770-1843)
- Dimitrios Makris (C. 1772-1841)
- Nikitas Stamatelopoulos (C. 1784-1849)

### Madžarski
- Juraj Jánošík (1688-1713)
- Angyal Bandi
- Jóska Sobri (1810-1837)
- Sándor Rózsa (1813-1878)

### Ukrajinski
- Ustym Karmaliuk (1787-1835)
- Ivan Gonta (1721-1768)
- Maksym Zalizniak (1740-1768)

### Češki, poljski in slovaški
- Juraj Jánošík (1688-1713)
- Ondráš
- Matěj Ondra z Leskovce

### Bosanski, hrvaški, črnogorski in srbski
- Starina Novak (1530s-1601), služil Vlaški, gverilski poveljnik, nekdanji kmet v Timoku
- Ivo Senjanin (u. 1612), habsburško-hrvaški uskok
- Mijat Tomić (1610-1656), vodja brigade v otomanski Bosni
- Petar Mrkonjić (fl. 1645-69), hrvaški gverilec, zaposlen pri Benečanih
- Bajo Pivljanin (fl. 1669-85), gverilski vodja, zaposlen pri Benečanih
- Ilija Peražica (fl. 1685),  gverilec, zaposlen pri Benečanih
- Ivan Dušić Roša (1745-1783), hrvaški gverilski vodja, zaposlen pri Benečanih
- Stanislav Sočivica (1715-1776), vodja brigade v otomanski Bosni
- Andrijica Šimić (1833-1905), hrvaški upornik v Hercegovini
- Pecija (1826-1875), vodja upornikov v bosanski krajini
- Stanoje Glavaš (1763-1815), poveljnik v prvi srbski vstaji
- Stojan Čupić (cca. 1765-1815), poveljnik v prvi srbski vstaji
- Hajduk Veljko (cca. 1780-1813), poveljnik v prvi srbski vstaji
- Jovo Stanisavljević Čaruga (1897-1925), izobčenec v Slavoniji